# 赫胡埃洛德尔瓦罗
赫胡埃洛德尔瓦罗，是西班牙卡斯蒂利亚-莱昂萨拉曼卡省的一个市镇。 总面积43平方公里，总人口50人（2001年），人口密度1人/平方公里。